# Li Dazhao

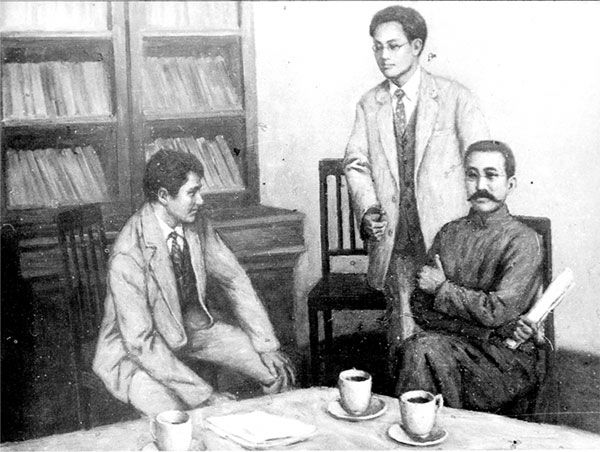
Li Dazhao (assegut a la dreta i vestit amb un changshan

Advertiment: Aquest és un nom xinès; el cognom és Li.
Li Dazhao (xinès simplificat: 李大钊; xinès tradicional: 李大釗; pinyin: Lǐ Dàzhāo) (Laoting, 29 d'octubre de 1889 — Pequín, 28 d'abril de 1927) fou un pensador i polític xinès figura cabdal del Moviment del Quatre de Maig i cofundador del Partit Comunista Xinès amb Chen Duxiu.

## Biografia
D'origen camperol, va poder cursar estudis universitaris al Japó (1913-1916). De tornada a la Xina va obtenir el 1918 el càrrec directiu en la biblioteca de la Universitat de Beijing on també hi treballà Mao Zedong encara que sembla que la relació fou estrictament laboral.

## Inicis del comunisme xinès
Li va ser dels primers intel·lectuals que s'interessà per la revolució bolxevic encapçalada per Lenin i, davant els qui pensava que la modernització de la Xina passava per adoptar el model occidental o japonès, defensava que el seu país s'havia d'inspirar en l'URSS per crear una societat més justa. Seguidor de Marx i de l'anarquisme de Kropotkin, juntament amb altres professor i uns quants d'estudiants va fundar un grup d'estudis dedicat al marxisme. El degà de la universitat, Chen Duxiu, intel·lectual de prestigi, responsable de la revista Nova Joventut que va demanar-li la publicació d'un monogràfic dedicat al marxisme(1919). La Tercera Internacional va enviar delegats a la Xina per tal de crear un partit comunista. L'estiu de 1921 es va fundar a Xangai el Partit Comunista Xinès en una reunió on ni Chen Duxiu ni Li Dazhao van poder assistir. Degut a la insistència de la Komintern per buscar una col·laboració amb el partit nacionalista Kuomintang  (KMT), l'any 1924 va ingressar al Comitè Executiu del KMT. Quan el partit nacionalista fou controlat per Chiang Kai-shek, el 1927 es produeix la ruptura i s'inicia la persecució dels comunistes. Li Dazhao es va refugiar a l'ambaixada soviètica però, finalment,per ordre del senyor de la guerra warlord Zhang Zuolin, és capturat en un raid i penjat a la forca.